# Throwleigh
Throwleigh – wieś i civil parish w Anglii, w Devon, w dystrykcie West Devon. W 2001 wieś liczyła 298 mieszkańców. Throwleigh jest wspomniana w Domesday Book (1086) jako Trule/Trula.